# Frederik Belinfante
Frederik Jozef (Fred) Belinfante (Den Haag, 6 januari 1913 – Gresham (Oregon), 5 juni 1991) was een Nederlands natuurkundige en hoogleraar aan de Purdue-universiteit.

## Biografie
Belinfante studeerde natuurkunde aan de Universiteit Leiden onder Hendrik Kramers. Hij promoveerde in 1939 op het proefschrift "Theory of Heavy Quanta". Na zijn promotie was hij lector aan de Leidse universiteit, maar tijdens de Duitse bezetting van Nederland was de universiteit gesloten zodat hij geen les kon geven.
In 1946 accepteerde Belinfante een positie als universitair hoofddocent aan de Universiteit van Brits-Columbia in Vancouver. Twee jaar later werd hij universitair hoofddocent natuurkunde aan de Purdue-universiteit, in 1951 volgde een promotie tot hoogleraar. Hoewel hij in 1979 met emeritaat ging, bleef hij actief in de fysica.

## Werk
Tijdens zijn promotieonderzoek schreef hij samen met Wolfgang Pauli een artikel over het statistieke gedrag van bekende en niet-bekende elementaire deeltjes welke in 1940 in Physics werd gepubliceerd. Samen met de Belgische fysicus Léon Rosenfeld leidde hij de naar hun vernoemde Belinfante-Rosenfeld energietensor af.
Gedurende zijn lange carrière als fysicus hield Belinfante zich bezig met fundamentele vragen in alle takken van de natuurkunde, inclusief de basisbeginselen van de kwantummechanica, kwantumelektrodynamica, algemene relativiteitstheorie en de statische fysica.
Belinfantes werken omvat onder andere "Survey of Hidden Variable Theories" (1973) en "Measurement and Time Reversal in Objective Quantum Theory" (1975).